# Schöndorf (Waldfeucht)

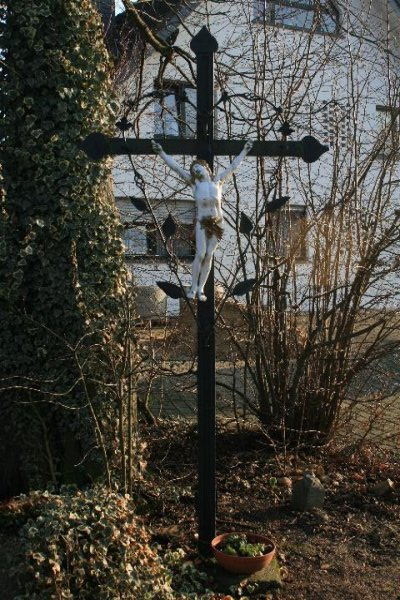
Wegekreuz in Schöndorf

Schöndorf ist ein südöstlicher Ortsteil der Gemeinde Waldfeucht im nordrhein-westfälischen Kreis Heinsberg. Der Ort gehört zur Pfarre Braunsrath. Am nördlichen Ortsausgang entspringt der Kitschbach.

## Geschichte
1277 wird Schöndorf als Schondorp, das heißt schönes oder schiefes Dorf, zusammen mit Löcken und Selsten erstmals urkundlich erwähnt. Von 1797 bis 1815 gehört Schöndorf zur Mairie Braunsrath, welche ebenso wie die Mairien Haaren und Waldfeucht dem Kanton Heinsberg im Département de la Roer angehört. Dann kommt der Ort an den preußischen Kreis Heinsberg. 1935 wird das Amt Waldfeucht mit den Bürgermeistereien Braunsrath, Haaren, Saeffelen und Waldfeucht gebildet. Zur Bürgermeisterei Braunsrath gehören neben Schöndorf noch Braunsrath, Hontem, Löcken, Obspringen und Selsten. Am 1. Januar 1972 wird die Gemeinde Waldfeucht aus dem Amt Waldfeucht – außer Saeffelen – gebildet. Schöndorf wird zusammen mit Braunsrath in die Gemeinde Waldfeucht eingegliedert.

## Verkehr
Die nächste Anschlussstelle ist Heinsberg auf der A 46.
Die AVV-Buslinie 474 der WestVerkehr verbindet Schöndorf an Schultagen mit Selsten, Waldfeucht und Heinsberg.
Zudem verkehrt der Multi-Bus seit dem 9. Juni 2024 kreisweit erweitert und zu einheitlichen Bedienzeiten. Mehr Informationen gibt es bei WestVerkehr.
| Linie | Verlauf |
| ----- | --- |
| 474   | Heinsberg Busbf – (Aphoven – Laffeld –) Selsten – (Braunsrath – Löcken – Schöndorf – Obspringen – Brüggelchen) / Hontem – Waldfeucht – Bocket – Saeffelen / Abzw. Nachbarheid ← Breberen – (Harzelt ← Langbroich ←) (Kievelberg – Hastenrath) / (Brüxgen – Schümm) / Vinteln – Gangelt |